# エイアンドエフ
株式会社エイアンドエフ (英: A&F Corporation) は、東京都新宿区新宿に所在する企業。アウトドア・スポーツ器具の輸入販売、出版を手がける。

## 歴史
1977年（昭和52年）4月30日設立。社名は会社を興した赤津孝夫・藤田の2人の頭文字にちなむ。それ以前より「東京銃砲火薬店」 (TOKYO FIRE ARMS) としてアウトドア用品の輸入を始めていたが、誤解を防ぐため商号を新たにした。同社が最初に輸入した製品はナイフであった。「ナイフは人類が手にした最初の道具であり、すべての道具の原点であり本質である」（引用）という赤津孝夫の意志は、会社を継いだ実子・大介に受け継がれている。シンボルマークは同社がアウトドア生活の起点に位置づけるテントを図案化したもので、緑色に着色することで自然環境との調和を表現した。
会社設立当初は卸売専門で、追って誌上通販や直営店舗を開始。アウトドアの大衆化が進み、数々のブームが到来していく中にあっても、顧客からは流行に左右されない硬派な店であるとして支持されている。
2014年（平成26年）、ラリー・D・オルセンの著書『アウトドア・サバイバル技法』を皮切りに出版事業を開始。洋書の輸入販売や商品カタログ制作の経験を活かし、アウトドア系の出版社に頼らず独力で販路を拓いていった。2019年には赤津孝夫と交流のあった佐伯啓思を迎え、文化思想雑誌『ひらく』を創刊し定期刊行を開始した。
創業者・会長は赤津孝夫（あかつ たかお、1947年 - ）。長野県塩尻市広丘吉田出身で、幼少より登山や渓流釣り、山菜採りなど大自然と親しむ。長野県松本工業高等学校電子工業科、日本大学芸術学部写真学科を卒業後、フリーランスのカメラマンを経てエイアンドエフを創業した。2020年（令和2年）12月25日、エイアンドエフは塩尻市と包括連携協定を締結。市内でのイベント開催や、塩尻市立図書館におけるアウトドア書籍の拡充、ふるさと納税返礼品の提供、観光地（高ボッチ高原）のロゴマーク制作などを行うとした。

## 店舗
公式ウェブサイトによる。
- A&Fカントリー オンラインストア
- A&Fカントリー 札幌店（北海道札幌市中央区北2条東4 サッポロファクトリー2条館B1）
- A&Fカントリー 仙台茂庭店（宮城県仙台市太白区茂庭1-5-8 シエロ茂庭AFEARTH内）
- A&Fカントリー KASHIWANOHA T-SITE店（千葉県柏市若柴227-7A棟）
- A&Fカントリー 本店（東京都新宿区新宿6-27-56 新宿スクエア1F）
- A&Fカントリー 渋谷ヒカリエShinQs店（東京都渋谷区渋谷2-21-1 渋谷ヒカリエShinQs 4F）
- A&Fカントリー 京王百貨店新宿店（東京都新宿区西新宿 京王百貨店新宿店5F）
- A&Fカントリー 成田空港店（千葉県成田市三里塚御料牧場1-1 成田空港第1旅客タ−ミナル内 中央ビル4階）
- A&Fカントリー 昭島アウトドアヴィレッジ店（東京都昭島市田中町610-4）
- A&Fカントリー HEDGE店（東京都昭島市田中町610-4）
- A&Fカントリー ららぽーと横浜店（神奈川県横浜市都筑区池辺町4035-11615）
- A&Fカントリー ららぽーと湘南平塚店（神奈川県平塚市天沼10-1 1階 15110）
- A&Fカントリー 松本店（長野県松本市中央2-20-2 信濃毎日新聞松本本社内2F
- A&Fカントリー 安曇野店（長野県安曇野市豊科南穂高1115 スワンガーデン安曇野）
- A&Fカントリーささしまライブ店（愛知県名古屋市中村区平池町4-60-12 グローバルゲート1F）
- A&Fカントリー名古屋ファッションワン店（愛知県名古屋市中村区名駅1-1-4 名古屋駅ファッションワン）
- A&Fカントリー ルクアイーレ店（大阪府大阪市北区梅田3-1-3）
- A&Fカントリー なんばパークス店（大阪府大阪市浪速区難波中2-10-70 なんばパークス1Fカーニバルモール）
- A&Fカントリー 福岡店（福岡県福岡市博多区千代1丁目2-1 ブランチ博多パピヨンガーデン）
- MYSTERY RANCH TOKYO（東京都渋谷区神宮前6-15-7）

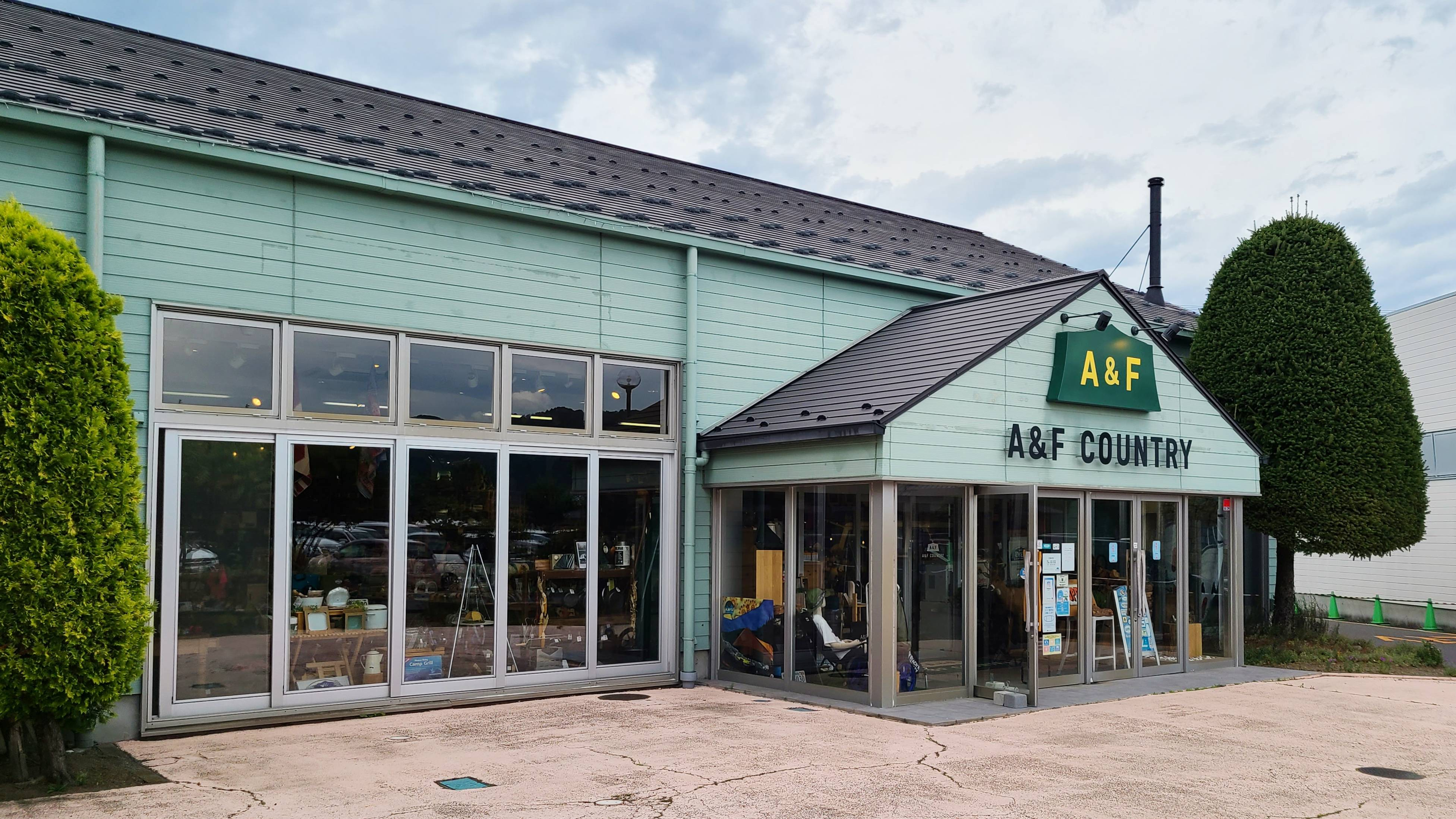
A&Fカントリー 安曇野店

## 事業所
特記なき場合は公式ウェブサイトによる。
- 会社所在地 - 東京都新宿区新宿6丁目27番地56号 新宿スクエア8F
登記上の本店又は主たる事務所の所在地は、東京都新宿区大久保1丁目1番9号である[2]。
- 事業所
  - 長野物流センター（長野県塩尻市広丘高出1680）
  - 大阪営業所（大阪府大阪市北区中崎西3-1-2 開成梅田ビル6F）
  - 福岡営業所（福岡県福岡市博多区千代１-2-1 ブランチ博多パピヨンガーデン）
  - 札幌営業所（北海道札幌市中央区北2条東4丁目 サッポロファクトリー2条館B1）